# فرودگاه شهری فیرفیلد (ایلینوی)
فرودگاه شهری فیرفیلد (ایلینوی) (به انگلیسی: Fairfield Municipal Airport (Illinois)) یک فرودگاه همگانی بهره‌برداری هوایی است که یک باند فرود آسفالت دارد و طول باند آن ۱۲۱۹ متر است. این فرودگاه در کشور ایالات متحده آمریکا قرار دارد و در ارتفاع ۱۳۳ متری از سطح دریا واقع شده است.